# Roulette (DC Comics)
Ne doit pas être confondu avec Roulette (Marvel Comics).
Pour les articles homonymes, voir Roulette.
Roulette, de son vrai nom Veronica Sinclair, est une super-vilaine appartenant à l’univers de DC Comics. Elle a été créée par Geoff Johns (scénario) et Derec Aucoin (dessin), et est apparue pour la première fois dans JSA Secret Files and Origins #2 (septembre 2001).

## Biographie fictive
Roulette est d'origine asiatique par sa mère et son père Ned Sloane est le frère de Mister Terrific. Elle est tatouée d'un dragon.

## Apparitions dans d'autres médias
- Roulette apparaît dans la série animée La Nouvelle Ligue des justiciers (Justice League Unlimited), où elle est doublée par Virginia Madsen en VO et par Delphine Benko en VF.

- Dans l'épisode 5 de la saison 9 de Smallville, elle est interprétée par Steph Song et se présente sous le prénom de Victoria.
- Elle apparaît dans la saison 2 de Supergirl (série télévisée), et est incarnée par Dichen Lachman[1].